# Petit-Hallet
Pour les articles homonymes, voir Hallet.
Petit-Hallet (en wallon Ptit-Halet, en néerlandais Klein Halleer) est une section de la ville belge de Hannut, située en Région wallonne dans la province de Liège. Petit-Hallet était une commune à part entière avant de fusionner, le 2 juillet 1964 avec les communes de Grand-Hallet et de Wansin.
Lors de la fusion des communes de 1977, Petit-Hallet, Grand-Hallet et Wansin fusionnent avec la ville de Hannut dont le village est aujourd'hui une section.
Petit-Hallet est arrosé par le ruisseau Henri-Fontaine qui prend sa source à Cras-avernas.

## Démographie
- Sources:INS, Rem:1831 jusqu'en 1970=recensements, 1976= nombre d'habitants au 31 décembre

## Histoire
Déjà occupé à l'époque romaine (découvertes de substructions[Quoi ?]) ce village dont le nom se rattache probablement à la famille de Halley, comme Grand-Hallet, fut longtemps une seigneurie foncière tenue par Saint - Lambert de Liège, qui le vendit en 1582 à l'Abbaye de Villers, la seigneurie hautaine appartenant aux Ducs de Brabant. Ceux-ci la vendirent en 1645 à Albert d'Awans.   
Elle passe plus tard aux le Franc de Rennes puis aux Renesse de Wulp. Comme la plupart des villages des environs, Petit-Hallet fut pillé et dévasté en 1465 lors des hostilités (Brabant - Liège) et eut à souffrir aux 17e et 18e siècles de disettes et de passages de troupes.

## Patrimoine et culture

### Patrimoine architectural
L'église, dédiée à Saint-Lambert.
Petit-Hallet fut longtemps une seigneurie foncière tenue par le chapitre de Saint-Lambert de Liège. Une église est déjà citée à cet endroit en 1139. L’église actuelle a été rebâtie en 1757/1758 en briques calcaires et silex. Elle a été restaurée en 1829, à la suite d’un violent tremblement de terre qui l’avait endommagée l’année précédente. De nombreuses ancres ont été placées pour renforcer la tour en 1865. L’église est accessible par un portail gravé d'un d’un chronogramme (1757). Dans le mur d’enceinte, on remarque la présence de deux pierres tombales du XIXe siècle. Contre le chevet du chœur est apposée une croix en pierre datant du XVIIe siècle.
L'édifice est situé dans la Rue Maria Gilles. Maria Gilles fut tuée par une bombe larguée par l'aviation allemande dans son jardin, situé dans la rue qui porte aujourd'hui son nom, le 12 mai 1940. Sa tombe est visible au cimetière du village. 
L'ancien moulin de la Caïade.
Peu après l’endroit où le ruisseau de Wansin se jette dans le Henri-Fontaine se dressent les bâtiments datant de 1841 de l’ancien moulin de la Caïade, qui était un moulin à farine. La grande roue à aubes, située à l'arrière du moulin sur le bief du ruisseau, était animée par le bas par le courant de l’eau. Elle est généralement cachée par les arbustes situés au fond du pré qui longe la propriété. Pendant la Première Guerre mondiale, les moulins ne pouvaient tourner que suivant des horaires très précis. Le reste du temps, ils étaient plombés. Malgré cela, un des fils Rosillon parvenait à faire tourner clandestinement le moulin qui appartenait à ses parents.
L'ancien moulin Rassart
La construction du moulin encore visible de nos jours, connu sous le nom de « moulin Rassart », date de 1816. Une brique encastrée dans le mur porte cette date. C’était un moulin à farine, relativement petit et construit en pierres. Par la suite, il a été rehaussé à l’aide de briques. L’ancien moulin a été conservé dans l’état où il se trouvait en 1999. Le mécanisme du moulin est toujours présent à l’intérieur du bâtiment. La roue à augets située à l’extérieur est fortement dégradée et rouillée, et il ne coule plus d’eau dans le bief.
L'ancienne ferme Cleiren, ferme du château.
La « ferme du château » est ainsi dénommée ainsi parce qu’elle appartenait à la famille Lefranc qui détint la Seigneurie de Petit-Hallet au XVIIIe siècle. Il s’agit d’un quadrilatère en briques, calcaire, tuffeau et silex qui fut élevé aux XVIIIe et XIXe siècles. Le portail d’entrée en pierre peinte comme les murs voisins comprend un arc en plein cintre ; il daterait de la 1re moitié du XVIIIe siècle. Le porche est surmonté d’une tour-colombier en briques. La ferme se compose d’un corps de logis en briques avec encadrements en pierre, et de plusieurs dépendances